# Ronald Severing

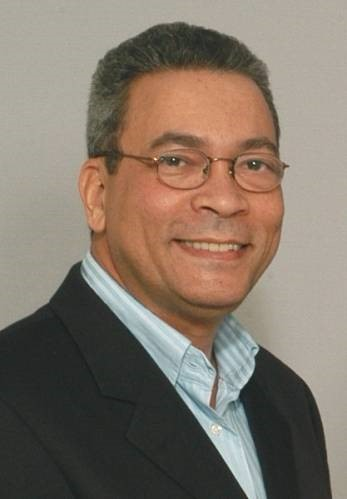
Ronald Severing

Ronald Esperano Severing (Willemstad, 18 december 1949) – roepnaam Ronnie - is een antilleanist, onderwijskundige, linguïst, papiamentist en als buitengewoon hoogleraar Taal verwerven, taalleren en taalonderwijzen in het bijzonder van het Papiamentu verbonden aan de Algemene Faculteit van de Universiteit van Curaçao (UoC). Tussen 1998 en 2014 was hij als directeur werkzaam bij het taalinstituut van de Curaçaose overheid, Fundashon pa Planifikashon di Idioma, de FPI.

## Leven en werk
Ronnie Severing volgde het Radulphuscollege (HBS-C) op Curaçao en behaalde vervolgens zijn akte als hoofdonderwijzer. Daarna behaalde hij het diploma van de zevenjarige eerstegraadslerarenopleiding Nederlands MO-A en MO-B aan de Katholieke Leergangen in Tilburg. Hij behaalde in 1991 zijn doctoraal Nederlandse taal- en letterkunde aan de Katholieke Universiteit Nijmegen en deed een tweede doctoraalstudie toegepaste taalwetenschap en sociolinguïstiek aan de Tilburg University, afdeling Taal- en literatuurwetenschap, bij het werkverband Language and Minorities (doctoraal in 1992).
Hij was gastonderzoeker aan de universiteiten van Tilburg (bij letteren) en Nijmegen (sociale wetenschappen, onderwijskunde) en als promovendus was hij verbonden aan de onderzoeksschool Center for Language Studies van Tilburg en Nijmegen. Hij verdedigde zijn dissertatie over verwerving van geletterdheid en onderwijssucces in relatie tot het Papiamentu en Nederlands aan de Katholieke Universiteit Nijmegen (1997).
Terug op zijn geboorte-eiland werkte hij als taalvernieuwingsconsulent bij de onderwijsdienst, KEZ, van de overheid op Curaçao. Vervolgens werd hij benoemd als directeur bij het taalinstituut van de Curaçaose overheid, Fundashon pa Planifikashon di Idioma, een functie die hij van 1998 tot 2014 uitoefende. In september 2008 verkreeg hij zijn aanstelling als buitengewoon hoogleraar aan de leerstoel Taal verwerven, taalleren en taalonderwijzen in het bijzonder van het Papiamentu in een schoolse context, van de University of Curaçao. Naast zijn deeltijddocentschap aan de Algemene Faculteit van de UoC, is hij de vertegenwoordiger van de Nederlandse Taalunie op de Nederlandse Antillen en vanaf 2010 voor Curaçao.
In zijn loopbaan heeft hij op alle onderwijsniveaus en in een aantal onderwijstypen gewerkt in Nederland en op Curaçao. Hij publiceerde over zowel taaldidactische, taalkundige als letterkundige onderwerpen. In de sfeer van toepassing ontwikkelde en produceerde hij een aanzienlijke hoeveelheid taalonderwijsma¬teriaal, voornamelijk in het Papiamentu en het Nederlands voor de verschillende Nederlands-Caribische eilanden. Als manager ontplooide hij tal van activiteiten op taal- en onderwijsgbebied. Hij was lid van examencommissies, literaire jury's (Premio Pierre Lauffer, 1990; Cola Debrotprijs, 1990, 2001) en diverse andere wetenschappelijke en culturele commissies, en hij was redacteur van Junior (jeugdblad Curaçao, Amigoe: 1983-1985), Kristòf (cultureel-maatschappelijk tijdschrift te Curaçao 1987-1990), Progreso, Blad voor Stichting voor Antillianen en Arubanen in Noord-Brabant, Nederland (1993-1996) en mede-auteur van het VOBAS-cursusboek (Zoetermeer: SSNA). Hij is projectleider en mederedacteur van een serie wetenschappelijke bundels die researchresultaten bevatten van de ABC-eilanden en het Caribisch gebied. De redactie van de bundels vertegenwoordigt instellingen in Curaçao, Puerto Rico en Barbados. Met zijn publicaties en producten verwierf hij diverse prijzen en onderscheidingen.
Ronald Severing publiceerde in tal van tijdschriften en bundels, o.m. in Pedagogische Studiën, Tijdschrift voor Taalbeheersing, Levende Talen, Kunsttijdschrift Vlaanderen, Brasia, Carco, Ons Erfdeel en Amigoe di Curaçao.

## Publicaties (een selectie)
- 1988 - Severing, R., Bewolkt bestaan; 'Enkele opmerkingen over de structuur'. In: A. Reinders en F. Martinus (eds.), De eenheid van het kristal, Willemstad: Kolibri.
- 1988 - Severing, R., Inventarisatie nascholingsbehoeften leerkrachten basisschool Curaçao voor het vak Nederlandse taal, Curaçao: APK.
- 1991 - Severing, R., 'Nioka versus Njoka, Over “Stemmen uit Afrika”. In: Maritza Coomans-Eustatia, Wim Rutgers e.a. (eds.), Drie Curaçaose schrijvers in veelvoud , Zutphen: Walburg pers, 452-476. CIP/ISBN 90-6011-758-1.
- 1994 - Severing, R., Een poetica in de kiem,, UNA-cahier nr. 37. Universiteit van de Nederlandse Antillen.
- 1994 - Severing, R., Een poetica in de kiem, Een beknopte bespreking van de dichtbundel “Stemmen uit Afrika” van Frank Martinus Arion, Berlicum: ABC Advies.
- 1996 - Severing, R., Wennen in een nieuwe taalomgeving, Zoetermeer: SSNA.
- 1997 - Severing, R., Geletterdheid en onderwijssucces op Curaçao, Een longitudinaal onderzoek naar verwerving van Papiamentu en Nederlands, Tilburg: Tilburg University Press. (dissertatie) ISBN 90-361-9877-1.
- 1998 - Severing, R., Verwerving van Nederlands in relatie tot het Papiamento op de Benedenwinden, SHA-studiedagen 18, 19 augustus, Oranjestad.
- 1999 - Severing, R., ‘Naar een ondersteund taalbeleid op Curaçao’. In: H. Coomans, M. Coomans-Eustatia, J. van 't Leven, Veranderend Curaçao, Stichting Libri Antilliana, Bloemendaal, p. 733-745. ISBN 90-75238-06-1.
- 2000 - Severing, R., A. Jessurun, W. Suares e.a., Mosaiko 1, Papiamentu pa Enseñansa Sekundario, FPI, Curaçao. ISBN 99904-2-038-6.
- 2000 - Severing, R., A. Jessurun, W. Suares e.a., Mosaiko 1, Papiamentu pa Enseñansa Sekundario, Manual pa dosente, FPI, Curaçao. ISBN 99904-2-040-8.
- 2001 - Severing, R., A. Jessurun, W. Suares e.a., Mosaiko 2, Papiamentu pa Enseñansa Sekundario, FPI, Curaçao. ISBN 99904-2-037-8.
- 2001 - Severing, R., A. Jessurun, W. Suares e.a., Mosaiko 2, Papiamentu pa Enseñansa Sekundario, Manual pa dosente, FPI, Curaçao. ISBN 99904-2-039-4.
- 2001 - Severing, R., A. Jessurun, W. Suares e.a., Mosaiko 1, Papiamentu pa Enseñansa Sekundario, Cd A, B, C, D, FPI, Curaçao. ISBN 978-99904-2-038-8.
- 2001 - Severing, R., A. Jessurun, W. Suares e.a., Mosaiko 2, Papiamentu pa Enseñansa Sekundario, Cd A, B, C, D , FPI, Curaçao. ISBN 978-99904-2-264-1
- 2002 - Severing, R., R. Severing-Halman, R. Zefrin, H. Sluis, Trampolin Método di desaroyo na Papiamentu, Enseñansa di Fundeshi grupo 1 i 2, Manual i buki di kuenta 1, FPI, Curaçao. ISBN 99904-2-053-X.
- 2002 - Ronald Severing, Wim Rutgers, Liesbeth Echteld, Kadans, Literaire ontwikkeling en literaire begrippen, FPI, Curaçao. ISBN 99904-2-054-8.
- 2002 - Severing, R., ‘Konservashon di lenga i papiamentu/Taalconservering en Papiamentu’. In: Prefecto apostolico di Curacao na cristian di su mision, E teksto imprimí di mas bieu na papiamentu di 1833, Oudste in het Papiaments gedrukte document uit 1833, Stichting Libri Antilliani/Fundashon pa Planifikashon di Idioma, Bloemendaal/ Curaçao. ISBN 90-75238-12-6
- 2003 - Severing, R., R. Severing-Halman, R. Zefrin, H. Sluis, Trampolin, Método di desaroyo na Papiamentu, Enseñansa di Fundeshi grupo 1 i 2, Manual i buki di kuenta 2, FPI, Curaçao. ISBN 99904-2-085-8.
- 2003 - Severing, R., ‘Literatuur en taalplanning’. In: Literatuur in Aruba in Caraïbisch perspectief, Symposiumbundel ter gelegenheid van het afscheid van Wim Rutgers van de Universiteit van Aruba. Universiteit van Aruba. ISBN 99904-84-01-5; p. 56-67.
- 2003 - Severing, R., A. Jessurun, W. Suares, S. Swengle, J. Pereira, R. Todd Dandaré e.a., Cristal I, Papiamento pa Enseñansa Secundario. Departamento di Enseñansa, Seccion Desaroyo di Curiculo, Aruba. ISBN 99904-85-89-5; 215 pp..
- 2005 - Severing, R. & R. Severing-Halman, ‘Papiamentu woorden over gezondheid.’ In: Op weg naar San Hilarion, Curaçao, vriendenboek prof. dr. R. Rojer.
- 2005 - Severing, R., A. Jessurun, W. Suares e.a., Mosaiko 3 VSBO, Papiamentu pa Enseñansa Sekundario, Manual pa dosente, FPI, Curaçao. ISBN 99904-2-098-X.
- 2005 - Severing, R., A. Jessurun, W. Suares e.a., Mosaiko 3 VSBO HAVO/VWO, Papiamentu pa Enseñansa Sekundario, DVD, FPI, Curaçao. ISBN 978-99904-2-103-3
- 2005 - Severing, R., A. Jessurun, W. Suares e.a., Mosaiko 3 HAVO/VWO, Papiamentu pa Enseñansa Sekundario, Manual pa dosente, FPI, Curaçao. ISBN 99904-2-097-1.
- 2005 - Coomans-Eustatia, M., Bibliography of the Papiamento Language, H. Coomans en R. Severing (eds.), m.m.v. A. Hoyer-Bakmeijer, C. Weijer en R. De Paula, Stichting Libri Antilliani en Fundashon pa Planifikashon di Idioma, Bloemendaal. ISBN 90-75238-17-7
- 2005 - Severing, R. Rutgers, W., Echteld, L., Docentenhandleiding Kadans, Literaire ontwikkeling en literaire begrippen, FPI, Curaçao. ISBN 99904-2-148-X.
- 2005 - Severing, R. Rutgers, W., Echteld, L., Docentenhandleiding Kadans, Literatuurgeschiedenis, FPI, Curaçao. ISBN 99904-2-134-X.
- 2005 - Severing, R. Rutgers, W., Echteld, L., Kadans, Literaire ontwikkeling en literaire begrippen, Literaire socialisatie, DVD voor Docenten, FPI, Curaçao. ISBN 99904-2-150-1. ISBN 978-99904-2-150-7
- 2005 - Severing, R. Rutgers, W., Echteld, L., Kadans, Literaire ontwikkeling en literaire begrippen, Kadans in beeld, DVD voor Docenten, FPI, Curaçao. ISBN 99904-2-150-1.
- 2005 - Severing, R. Rutgers, W., Echteld, L., Kadans, Literatuurgeschiedenis, Secundaire literatuur, CD-Rom voor docenten, FPI, Curaçao. ISBN 99904-2-150-1.
- 2005 - Severing, R., A, Jessurun, W. Suares, S. Swengle, J. Pereira, R. Todd Dandaré e.a., Cristal 2, Papiamento pa Enseñansa Sekundario. Departamento di Enseñansa, Seccion Desaroyo di Curiculo, Aruba. ISBN 99904-85-91-7; 194 pp.
- 2006 - Severing, R., R. Severing-Halman, R. Zefrin, Trampolin, Método di desaroyo na Papiamentu, Enseñansa di Fundeshi grupo 1 i 2, Manual i buki di kuenta 4, FPI, Curaçao. ISBN 99904-2-136-6.
- 2006 - Severing, R., W. Rutgers, L. Echteld, Kadans, Literatuurgeschiedenis, FPI, Curaçao. ISBN 99904-2-135-8.
- 2007 - Severing, R., A. Jessurun, I. Brute e.a., Mosaiko 4 VSBO, Papiamentu pa Enseñansa Sekundario, FPI, Curaçao. ISBN 99904-2-100-5.
- 2007 - Severing, R., ‘Groot woordenboek Nederlands-Papiaments’, Ons Erfdeel, Vlaams-Nederlands Cultureel Tijdschrift, 3 augustus. ISSN 0030-2651.
- 2008 - Severing, R., A, Jessurun, I. Brute, S. Swengle, S.Lumenier, R. Todd Dandaré e.a., Cristal 4 MAVO/EPB, Papiamento pa Enseñansa Secundario. Departamento di Enseñansa, Seccion Desaroyo di Curiculo, Aruba. ISBN 978-99904-0-909-3; 171 pp.
- 2008 - Severing, R., R. Severing-Halman, M. Ersilia, I. Berggraaf-Karsters, K. Specht, M. Mathilda, Salto, Método pa siña lesa na papiamentu, Manual pa Maestro 1, FPI, Curaçao. ISBN 978-99904-2-210-8; 63 pp.
- 2008 - Severing, R., R. Severing-Halman, M. Ersilia, I. Berggraaf-Karsters, K. Specht, M. Mathilda, Salto, Método pa siña lesa na papiamentu, Manual pa Maestro 2, FPI, Curaçao. ISBN 978-99904-2-211-5; 64 pp.
- 2008 - Severing, R., R. Severing-Halman, M. Ersilia, I. Berggraaf-Karsters, K. Specht, M. Mathilda, Salto, Método pa siña lesa na papiamentu, Manual pa Maestro 3, FPI, Curaçao. 71 p.
- 2008 - Severing, R., R. Severing-Halman, M. Ersilia, I. Berggraaf-Karsters, K. Specht, M. Mathilda, Salto, Método pa siña lesa na papiamentu, Mi por skibi, FPI, Curaçao. ISBN 978-99904-2-274-0; 40 p.
- 2008 - Severing, R., R. Severing-Halman, M. Ersilia, M. Mathilda, S. Juliana, Ange Jessurun, Salto, Método pa siña lesa na papiamentu, Buki di prenchi gigante, FPI, Curaçao. Dl. 2, ISBN 978-99904-2-227-6, 10 pp.; dl. 3, ISBN 978-99904-2-228-3, 10 pp.; dl. 4, ISBN 978-99904-2-229-0, 10 pp.; dl. 5, ISBN 978-99904-2-230-6, 10 pp. ; dl. 6, ISBN 978-99904-2-231-3, 10 pp.
- 2008 - Faraclas, Nicholas, Ronnie Severing, Christa Weijer (eds.) Linguistic Studies on Papiamentu . Curaçao: Fundashon pa Planifikashon di Idioma
- 2009 - Echteld, L., W. Rutgers, R. Severing, ‘Antilliaanse literatuur in vier facetten’, In: Kunsttijdschrift Vlaanderen, jrg. 58, 328, p. 302-305.
- 2009 - Faraclas, N., Severing, R., Weijer, C., Echteld, L. (eds.), Leeward voices: Fresh perspectives on Papiamentu and the literatures and cultures of the ABC Islands, Curaçao: UNA/FPI, ISBN 978-99904-2-285-6.
- 2009 - Faraclas, N., Severing, R., Weijer, C., Echteld, L. (eds.) Recentering the ‘Islands in Between’: Rethinking the languages, literatures and cultures of the Eastern Caribbean and the African diaspora, Curaçao: UNA/FPI, ISBN 978-99904-2-286-3.
- 2009 - Jonis, S., R. Severing, S. Joubert, H. Lemmens, M. Maduro, Ortografia i lista di palabra papiamentu, Buki di oro , FPI, Kòrsou, ISBN 978- 99904-2-200-9.
- 2009 - Rutgers, W., Severing-Halman, M. (eds.), Palet, een uitgave van verspreid verschenen geschriften door Ronald E. Severing, Curaçao: FPI/UNA.
- 2009 - Severing, R., R. Severing-Halman, R. Zefrin, H. Amador-Sluis, Trampoline, Methode voor de ontwikkeling van kleuters in het Nederlands, Funderend Onderwijs groep 1 en 2, Handleiding en verhalenboek, 1, FPI, Curaçao.
- 2009 - Severing, R., R. Severing-Halman, R. Zefrin, H. Amador-Sluis, Trampoline, Methode voor de ontwikkeling van kleuters in het Nederlands, Funderend Onderwijs groep 1 en 2, Handleiding en verhalenboek, 2, FPI, Curaçao. ISBN 978-99904-2-280-1.
- 2009 - Severing, R., R. Severing-Halman, R. Zefrin, Trampoline, Methode voor de ontwikkeling van kleuters in het Nederlands, Funderend Onderwijs groep 1 en 2, Handleiding en verhalenboek, 3, FPI, Curaçao. ISBN 978-99904-2-281-8.
- 2009 - Severing, R., R. Severing-Halman, M. Ersilia, I. Berggraaf-Karsters, K. Specht, M. Mathilda, Salto, Método pa siña lesa na papiamentu, Buki di kuenta 1, FPI, Curaçao. ISBN 978-99904-2-222-1; 205 pp.
- 2009 - Severing, R., R. Severing-Halman, M. Ersilia, I. Berggraaf-Karsters, K. Specht, M. Mathilda, Salto, Método pa siña lesa na papiamentu, Manual pa Maestro 4, FPI, Cu-raçao. ISBN 978-99904-2-213-9; 61 pp.
- 2009 - Severing, R., R. Severing-Halman, M. Ersilia, I. Berggraaf-Karsters, K. Specht, M. Mathilda, S. Juliana, Salto, Método pa siña lesa na papiamentu, Manual pa Maestro 5, FPI, Curaçao. ISBN 978-99904-2-214-6; 67 pp.
- 2009 - Severing, R., R. Severing-Halman, M. Ersilia, I. Berggraaf-Karsters, K. Specht, M. Mathilda, Salto, Método pa siña lesa na papiamentu, Buki di lesa 1, 2, 3, 4, 5, FPI, Curaçao. ISBN 978-99904-2-236-8; 28 p.; ISBN 978-99904-2-237-5; 28 p.; ISBN 978-99904-2-238-2; 28 p.; ISBN 978-99904-2-239-9; 28 p.; ISBN 978-99904-2-240-5; 28 pp.
- 2009 - Severing, R., R. Severing-Halman, M. Ersilia, I. Berggraaf-Karsters, K. Specht, M. Mathilda, Salto, Método pa siña lesa na papiamentu, Buki di tarea 1, 2, 3, 4, 5, FPI, Curaçao. ISBN 978-99904-2-246-7; 47 p.; ISBN 978-99904-2-247-4; 47 p.; ISBN 978-99904-2-248-1; 47 p.; ISBN 978-99904-2-249-8; 47 p.; ISBN 978-99904-2-250-4; 47 pp.
- 2010 - Severing, R., R. Severing-Halman, R. Zefrin, Trampoline, Methode voor de ontwikkeling van kleuters in het Nederlands, Funderend Onderwijs groep 1 en 2, Handleiding en verhalenboek, 4, FPI, Curaçao.
- 2010 - Severing, R., R. Severing-Halman, M. Ersilia, M. Mathilda, S. Juliana, Ange Jessurun, Salto, Método pa siña lesa na papiamentu, Buki di tarea 6, 7, FPI, Curaçao. ISBN 978-99904-2-251-1; 55 p.; ISBN 978-99904-2-252-8; 55 pp.
- 2010 - Severing, R., R. Severing-Halman, M. Ersilia, M. Mathilda, S. Juliana, Ange Jessurun, Salto, Método pa siña lesa na papiamentu, Buki di lesa 6, 7, FPI, Curaçao. ISBN 978-99904-2-241-2; 28 p.; ISBN 978-99904-2-242-9; 32 pp.
- 2010 - Severing, R., R. Severing-Halman, M. Ersilia, M. Mathilda, S. Juliana, Ange Jessurun, Salto, Método pa siña lesa na papiamentu, Manual pa maestro 6, 7, FPI, Curaçao. ISBN 978-99904-2-213-9; 86 p.; ISBN 978-99904-2-216-0; 72 pp.
- 2010 - Rutgers, W., Severing-Halman, R. Severing, Perspectief, Literair lezen 1, Proza, Het lezen, analyseren, interpreteren en evalueren van proza, FPI, Curaçao. ISBN 978-99904-2-297-9; 160 pp.
- 2010 - Faraclas, N. Faraclas, Nicholas, Ronald Severing, Christa Weijer, Elisabeth Echteld (eds.), Crossing shifting boundaries: Language and changing political status in Aruba, Bonaire and Curaçao, Volume 1. Fundashon pa Planifikashon di Idioma, FPI, Universiteit van de Nederlandse Antillen, Universidad de Puerto Rico, Recinto de Río Piedras, UPR, University of the West Indies at Cave Hill UWI, ISBN 978-99904-2-299-3, 262 pp.
- 2010 - Faraclas, Nicholas, Ronald Severing, Christa Weijer, Elisabeth Echteld, Marsha Hinds-Layne, Elena Lawton de Torruella (eds.), In a Sea of Heteroglossia: Pluri-Lingualism, Pluri-Culturalism, and Pluri-Identification in the Caribbean, Volume 2. Fundashon pa Planifikashon di Idioma, FPI, Universiteit van de Nederlandse Antillen, Universidad de Puerto Rico, Recinto de Río Piedras, UPR, University of the West Indies at Cave Hill UWI, ISBN 978-99904-2-300-6. 422 pp.
- 2010 - Severing, R., R. Severing-Halman, M. Ersilia, M. Mathilda, S. Juliana, Ange Jessurun, Salto,Método pa siña lesa na papiamentu, Buki di prenchi gigante, FPI, Curaçao. Dl 7, ISBN 978-99904-2-252-8, 10 pp.; dl 8, ISBN 978-99904-2-253-5, 10 pp.; dl. 9, ISBN 978-99904-2-254-2, 10 pp.; dl. 10, ISBN 978-99904-2-255-9, 10 pp.
- 2011 - Rutgers, W., Severing-Halman, R. Severing, Perspectief, Literair lezen 2, Poëzie, Het lezen, analyseren, interpreteren en evalueren van poëzie, FPI, Curaçao. ISBN 978-99904-2-298-6; 160 pp.
- 2011 - Severing, R., R. Severing-Halman, M. Ersilia, M. Mathilda, S. Juliana, Ange Jessurun, Salto, Método pa siña lesa na papiamentu, Manual pa maestro 8, FPI, Curaçao. ISBN 978-99904-2-217-7; 72 pp.
- 2011 - Severing, R., R. Severing-Halman, M. Ersilia, M. Mathilda, S. Juliana, Ange Jessurun, Salto, Método pa siña lesa na papiamentu, Buki di Lesa 8, FPI, Curaçao. ISBN 978-99904-2-243-6; 32 pp.
- 2011 - Severing, R., R. Severing-Halman, M. Ersilia, M. Mathilda, S. Juliana, Ange Jessurun, Salto, Método pa siña lesa na papiamentu, Buki di tarea 8, FPI, Curaçao. ISBN 978-99904-2-213-9; 55 pp.
- 2011 - Severing, R., R. Severing-Halman, M. Ersilia, M. Mathilda, S. Juliana, Ange Jessurun, Fiesta di idioma A1, FPI, Curaçao. ISBN 978-99904-2-287-0; 203 pp.
- 2011 - Severing, R., R. Severing-Halman, M. Ersilia, M. Mathilda, S. Juliana, Ange Jessurun, Fiesta di idioma A2, FPI, Curaçao. ISBN 978-99904-2-288-7; 203 pp.
- 2011 - Faraclas, Nicholas, Ronald Severing, Christa Weijer, Elisabeth Echteld (Eds.), Iguana’s Newfound Voices: Continuity, Divergence and Convergence in Language, Cuture, and Society on the ABC-Islands, Proceedings of the ECICC-conference Guyana 2010. Volume 1. Fundashon pa Planifikashon di Idioma, FPI, Universiteit van de Nederlandse Antillen, Universidad de Puerto Rico, Recinto de Río Piedras, UPR, University of the West Indies at Cave Hill UWI. FPI/UNA ISBN 978-99904-2-308-2, 407 pp.
- 2011 - Faraclas, Nicholas, Ronald Severing, Christa Weijer, Elisabeth Echteld, Marsha Hinds-Layne (eds.), Anansi’s Defiant Webs, Contact, Continuity, Convergence, and Complexity in the Languages, Literatures, and Cultures of the Greater Caribbean, Proceedings of the ECICC-conference Guyana 2010. Volume 2. Fundashon pa Planifikashon di Idioma, FPI, University of the Netherlands Antilles, Universidad de Puerto Rico, Recinto de Río Piedras, UPR, University of the West Indies at Cave Hill UWI. FPI/UNA ISBN 978-99904-2-307-5. 355 pp.
- 2012 - Severing, R., R. Severing-Halman, M. Ersilia, I. Berggraaf-Karsters, M. Mathilda, S. Juliana, Ange Jessurun, Salto, Método pa siña lesa na papiamentu, Buki di kuenta 2, FPI, Curaçao. ISBN 978-99904-2-223-8; 188 pp.
- 2012 - Severing, R., R. Severing-Halman, M. Ersilia, M. Mathilda, S. Juliana, Ange Jessurun, Fiesta di idioma B1, FPI, Curaçao. 203 pp.
- 2012 - Severing, R., R. Severing-Halman, M. Ersilia, M. Mathilda, S. Juliana, Ange Jessurun, Fiesta di idioma B2, FPI, Curaçao. ISBN 978-99904-2-290-0; 203 pp.
- 2012 - Severing, R., R. Severing-Halman, M. Ersilia, M. Mathilda, S. Juliana, A. Jessurun, Fiesta di idioma Manual A1, FPI, Curaçao. ISBN 978-99904-2-289-4; 203 pp.
- 2012 - Severing, R., R. Severing-Halman, M. Ersilia, M. Mathilda, S. Juliana, Ange Jessurun, Salto, Método pa siña lesa na papiamentu, Manual pa maestro 9, FPI, Curaçao. ISBN 978-99904-2-218-4; 72 pp.
- 2012 - Severing, R., R. Severing-Halman, M. Ersilia, M. Mathilda, S. Juliana, Ange Jessurun, Salto, Método pa siña lesa na papiamentu, Buki di Lesa 9, FPI, Curaçao. ISBN 978-99904-2-243-6; 32 pp.
- 2012 - Severing, R., R. Severing-Halman, M. Ersilia, M. Mathilda, S. Juliana, Ange Jessurun, Salto, Método pa siña lesa na papiamentu, Buki di tarea 9, FPI, Curaçao. ISBN 978-99904-2-254-2; 47 pp.
- 2012 - Severing, R., R. Severing-Halman, M. Ersilia, M. Mathilda, S. Juliana, Ange Jessurun, Salto, Método pa siña lesa na papiamentu, Manual pa maestro 10, FPI, Curaçao. ISBN 978-99904-2-219-1; 72 pp.
- 2012 - Severing, R., R. Severing-Halman, M. Ersilia, M. Mathilda, S. Juliana, Ange Jessurun, Salto, Método pa siña lesa na papiamentu, Buki di Lesa 10, FPI, Curaçao. ISBN 978-99904-2-245-0; 32 pp.
- 2012 - Severing, R., R. Severing-Halman, M. Ersilia, M. Mathilda, S. Juliana, Ange Jessurun, Salto, Método pa siña lesa na papiamentu, Buki di tarea 10, FPI, Curaçao. ISBN 978-99904-2-254-2; 55 pp.
- 2012 - Severing, R. R. Severing-Halman, M. Ersilia, I. Berggraaf-Karsters, K. Specht, M. Mathilda; Adaptatie Aruba: S. Swengle, S. Lumenier, L. Koolman, E. Dania, I. Werleman, Baile di letter, Metodo pa siña lesa na Papiamento, Buki di lesa 1, Departamento di Enseñansa Seccion Desaroyo di Curiculo. Aruba, ISBN 978-99904-1-632-9; 20 pp. Buki di lesa 2, ISBN 978-99904-1-633-6, 16 pp. Buki di lesa 3, ISBN 978-99904-1-634-3, 24 pp. Buki di lesa 4, ISBN 978-99904-1-635-0, 16 pp. Buki di lesa 5, ISBN 978-99904-1-636-7, 28 pp.
- 2012 - Severing, R. R. Severing-Halman, M. Ersilia, I. Berggraaf-Karsters, K. Specht, M. Mathilda; Adaptatie Aruba: S. Swengle, S. Lumenier, L. Koolman, E. Dania, I. Werleman, Baile di letter, Metodo pa siña lesa na Papiamento, Buki di tarea , Departamento di Enseñansa Seccion Desaroyo di Curiculo. Aruba, ISBN 978-99904-1-622-0; 43 pp. Buki di lesa 2, ISBN 978-99904-2-247-4, 43 pp. Buki di lesa 3, ISBN 978-99904-1-624-4, 74 pp. Buki di lesa 4, ISBN 978-99904-1-625-1, 47 pp. Buki di lesa 5, ISBN 978-99904-1-626-8, 47 pp.
- 2012 - Nicholas Faraclas, Ronald Severing, Christa Weijer, Elisabeth Echteld (Eds.). Multi-plex Cultures and Citizenships, Multiple Perspectives on Language, Literature, Education, and Society in the ABC-Islands and Beyond, Proceedings of the ECICC-conference, Grenada 2011, Volume 1, ISBN 978-99904-2-313-6. Curaçao: Fundashon pa Planifikashon di Idioma, FPI, University of the Netherlands Antilles, Universidad de Puerto Rico, Recinto de Río Piedras, FPI/UNA/UPR; 446 pp.
- 2012 - Nicholas Faraclas, Ronald Severing, Christa Weijer, Elisabeth Echteld, Marsha Hinds-Layne (eds.), Double Voicing and Multiplex Identities: Unpacking Hegemonic and Subaltern Discourses in the Caribbean, Proceedings of the ECICC-conference, Grenada 2011, Volume 2, ISBN 978-99904-2-314-3. Curaçao: Fundashon pa Planifikashon di Idioma, FPI, University of the Netherlands Antilles, Universidad de Puerto Rico, Recinto de Río Piedras, FPI/UNA/UPR; 516 pp.
- 2013 - Severing, R., R. Severing-Halman, M. Ersilia, M. Mathilda, S. Juliana, A. Jessurun, D. Noor, E. Bonafacio, Fiesta di idioma C1, Grupo 6, FPI, Curaçao. ISBN 978-99904-2-315-0; 203 pp.
- 2013 - Severing, R., R. Severing-Halman, M. Ersilia, M. Mathilda, S. Juliana, A. Jessurun, D. Noor, E. Bonafacio, Fiesta di idioma C2, Grupo 6, FPI, Curaçao. ISBN 978-99904-2-316-7; 203 pp.
- 2013 - Nicholas Faraclas, Ronald Severing, Christa Weijer, Elisabeth Echteld, Wim Rutgers (eds.), Researching the Rhizome: Studies of Transcultural Language, Literature, Learning, and Life on the ABC Islands and Beyond, Proceedings of the ECICC-conference, St. Thomas 2012, Volume 1. ISBN 978-99904-2-318-1. Curaçao/Puerto Rico: FPI/UNA; 378 pp.
- 2013 - Faraclas, Nicholas, Ronald Severing, Christa Weijer, Elisabeth Echteld, Marsha Hinds-Layne (eds.), Transcultural Roots Uprising: The Rhizomatic Languages, Literatures, and Cultures of the Caribbean, Proceedings of the ECICC-conference, St. Thomas 2012, Volume 2, ISBN 978-99904-2-317-4. Curaçao/Puerto Rico: FPI/UNA/UPR/UWI; 548 pp.
- 2014 - Severing, R., R. Severing-Halman, M. Ersilia, M. Mathilda, S. Juliana, A. Jessurun, D. Noor, E. Bonafacio, Fiesta di idioma D1, FPI, Curaçao. ISBN 978-99904-2-334-1; 203 pp.
- 2014 - Severing, R., R. Severing-Halman, M. Ersilia, M. Mathilda, S. Juliana, A. Jessurun, D. Noor, E. Bonafacio, M. Bilkerdijk, Fiesta di idioma D2, FPI, Curaçao. ISBN 978-99904-2-335-8; 203 pp.
- 2014 - Severing, Ronnie, Ange Jessurun, Ithel Brute, Diana Lebacs, Michael Martina. Ellen Meulens, Mosaiko 4 havo/vwo/sbo/hbo, Papiamentu pa Enseñansa Sekundario i Supe-rior, FPI, Curaçao. 266 pp.
- 2014 - Severing, R., R. Severing-Halman, M. Ersilia, M. Mathilda, S. Juliana, A. Jessurun, D. Noor, E. Bonafacio, M. Bilkerdijk-Isenia, Fiesta di idioma E1, FPI, Curaçao. ISBN 978-99904-2-343-3; 203 pp.
- 2014 - Severing, R., R. Severing-Halman, M. Ersilia, M. Mathilda, S. Juliana, A. Jessurun, D. Noor, E. Bonafacio, M. Bilkerdijk-Isenia, Fiesta di idioma E2, FPI, Curaçao. ISBN 978-99904-2-342-6; 235 pp.
- 2014 - Severing, R., R. Severing-Halman, M. Ersilia, M. Mathilda, S. Juliana, A. Jessurun, D. Noor, E. Bonafacio, Fiesta di idioma Manual C1, FPI, Curaçao. ISBN 978-99904-2-345-7; 2958 pp.
- 2014 - Severing, R., R. Severing-Halman, M. Ersilia, M. Mathilda, S. Juliana, A. Jessurun, D. Noor, E. Bonafacio, Fiesta di idioma Manual C2, FPI, Curaçao. ISBN 978-99904-2-344-0; 293 pp.
- 2014 - Severing, R., R. Severing-Halman, M. Ersilia, M. Mathilda, S. Juliana, A. Jessurun, D. Noor, E. Bonafacio, Fiesta di idioma Manual D1, FPI, Curaçao. ISBN 978-99904-2-341-9; 288 pp.
- 2014 - Severing, R., R. Severing-Halman, M. Ersilia, M. Mathilda, S. Juliana, A. Jessurun, D. Noor, E. Bonafacio, M. Bilkerdijk-Isenia, Fiesta di idioma Manual D2, FPI, Curaçao. ISBN 978-99904-2-340-2; 281 pp.
- 2014 - Severing, R., R. Severing-Halman, M. Ersilia, M. Mathilda, S. Juliana, A. Jessurun, D. Noor, E. Bonafacio, M. Bilkerdijk-Isenia, Fiesta di idioma Manual E1, FPI, Curaçao. ISBN 978-99904-2-339-6; 283 pp; Fiesta di idioma Manual E2, FPI, Curaçao. ISBN 978-99904-2-338-9; 269 pp.
- 2014 - Severing, R., R. Severing-Halman, M. Ersilia, M. Mathilda, S. Juliana, A. Jessurun, D. Noor, E. Bonafacio, Fiesta di idioma, Material adishonal C,  FPI, Curaçao. ISBN 978-99904-2-322-8; 41 pp.
- 2014 - Severing, R., R. Severing-Halman, M. Ersilia, M. Mathilda, S. Juliana, A. Jessurun, D. Noor, E. Bonafacio, M. Bilkerdijk-Isenia, Fiesta di idioma, Material adishonal D, FPI, Curaçao. ISBN 978-99904-2-323-5; 44 pp; Fiesta di idioma, Material adishonal E, FPI, Curaçao. ISBN 978-99904-2-324-2; 33 pp.
- 2014 - Severing, R., R. Severing-Halman, M. Ersilia, M. Mathilda, S. Juliana, A. Jessurun, D. Noor, E. Bonafacio, Fiesta di idioma, Cd: C, FPI, Curaçao. ISBN 978-99904-2-329-7; 2 cd’s.
- 2014 - Severing, R., R. Severing-Halman, M. Ersilia, M. Mathilda, S. Juliana, A. Jessurun, D. Noor, E. Bonafacio, M. Bilkerdijk-Isenia, Fiesta di idioma, Cd: D, FPI, Curaçao. ISBN 978-99904-2-331-0; 2 cd’s; Fiesta di idioma, Cd: C, FPI, Curaçao. ISBN 978-99904-2-333-4; 2 cd’s.
- 2014 - Nicholas Faraclas, Ronald Severing, Christa Weijer, Elisabeth Echteld, Wim Rutgers (eds.), Creole Connections: Transgressing Neocolonial Boundaries in the Languages, Literatures and Cultures of the ABC-Islands and the Rest of the Dutch Caribbean, Proceedings of the ECICC, Aruba 2013, Volume 1. ISBN 978-99904-2-350-1. Cura-çao/Puerto Rico: FPI/UoC; 344 pp.
- 2014 - Faraclas, Nicholas, Ronald Severing, Christa Weijer, Elisabeth Echteld, Wim Rutgers (eds.), Creolization and Commonalities: Transgressing Neocolonial Boundaries in the Languages, Literatures and Cultures of the Caribbean and the Rest of the African Diaspora, Proceedings of the ECICC, Aruba 2013, Volume 2, ISBN 978-99904-2-349-5. Curaçao/Puerto Rico: FPI/UoC; 420 pp.
- 2015 - Faraclas, Nicholas, Ronald Severing, Christa Weijer, Elisabeth Echteld, Wim Rutgers (eds.), Envisioning the Greater Dutch Caribbean Transgressing geographical and disciplinary boundaries, Proceedings of the ECICC, Limón, Costa Rica 2014, Volume 1 & 2. ISBN 978-99904-2-353-2. Curaçao/Puerto Rico: FPI/UoC; 375, 414 pp.[2]
- 2015 - Maduro, Manuel, Ronald Severing, Alwin Maduro, Portafolio di idioma Papiamentu – Manual, SBO. Curaçao: M. Rafael, M. Crestiaan, ICE Caribbean, ICE, RKCS, FIdE, FPI, UoC.
- 2015 - Brown, Mario, Ronald Severing, Alwin Maduro, Portfolio English Language – Manual, SBO. Curaçao: M. Rafael, M. Crestiaan, ICE Caribbean, ICE, RKCS, FIdE, FPI, UoC.
- 2015 - Brute, Ithel S.A., Ronald Severing, Alwin Maduro, Portafolio de la lengua española – Manual, SBO. Curaçao: M. Rafael, M. Crestiaan, ICE Caribbean, ICE, RKCS, FIdE, FPI, UoC.
- 2016 - Marta Dijkhoff, Liesbeth Echteld, Wim Rutgers & Ronald Severing (red.), Frank Martinus Arion: plantadó den kunuku kurú. Dediká na Frank Martinus Arion, El a planta pa nos kosechá, Liber Amicorum. Curaçao: University of Curaçao. 111 pp.
- 2016 - Wim Rutgers, Maritza Coomans-Eustatia, Henny Coomans, Elisabeth Echteld, Armando Lampe, Ronald Severing, Christa Weijer (Red.), Jacobus Putman, Godsdienst, taal en onderwijs op Curaçao Jacobus Josephus Putman. Curaçao: Fundashon pa Planifikashon di Idioma, FPI, University of Curaçao.
- 2016 - Faraclas, Nicholas, Ronald Severing, Christa Weijer, Elisabeth Echteld, Wim Rutgers & Robert Dupey (eds.), Embracing Multiple Identities: Opting out of neocolonial monolingualism, monoculturalism and mono-identification in the Dutch Caribbean, Proceedings of the ECICC, Barbados 2015, Volume 1, ISBN 978-99904-5-029-3. Curaçao/Puerto Rico: UoC/UPR; 248 pp.
- 2016 - Faraclas, Nicholas, Ronald Severing, Christa Weijer, Elisabeth Echteld, Wim Rutgers & Robert Dupey (eds.), Celebrating Multiple Identities Opting out of neocolonial monolingualism, monoculturalism and monoidentification in the Greater Caribbean, Pro-ceedings of the ECICC, Barbados 2015, Volume 2, ISBN 978-99904-5-028-6. Cu-raçao/Puerto Rico: UoC/UPR; 426 pp.
- 2017 - Echteld, Elisabeth, Eric Mijts, Wim Rutgers & Ronald Severing (red.), Taalbeleid in het Caribisch Gebied; heden en in de nabije toekomst, CARAN-conferentie 16 november 2015. Curaçao: University of Curaçao. ISBN 978-99904-4-056-0.
- 2017 - Faraclas, Nicholas, Ronald Severing, Christa Weijer, Elisabeth Echteld, Wim Rutgers & Robert Dupey (eds.), Archaeologies of Erasures and Silences: Recovering othered languages, literatures and cultures in the Dutch Caribbean and beyond. Proceedings of the ECICC, St. Kitts 2016, Volume 1. ISBN 978-99904-4-058-4. Curaçao/Puerto Ri-co: University of Curaçao, University of Puerto Rico at Río Piedras; 318 pp.
- 2017 - Faraclas, Nicholas, Ronald Severing, Christa Weijer, Elisabeth Echteld, Wim Rutgers & Robert Dupey (eds.), Memories of Caribbean futures: Reclaiming the pre-colonial to imagine a post-colonial in the languages, literatures and cultures of the Greater Carib-bean and beyond. Proceedings of the ECICC, St. Kitts 2016, Volume 2. ISBN 978-99904-4-058-4. Curaçao/Puerto Rico: University of Curaçao, University of Puerto Rico at Río Piedras; 418 pp.
- 2018 - Faraclas, Nicholas, Ronald Severing, Christa Weijer, Elisabeth Echteld, Wim Rutgers & Sally Delgado (eds.), Dissolving Disciplines: Tidal Shifts in the study of the lan-guages, literatures and cultures of the Dutch Caribbean and beyond. Proceedings of the ECICC, Curaçao 2017, Volume 1. ISBN 978-99904-4-060-7. Curaçao/Puerto Rico: University of Curaçao, University of Puerto Rico at Río Piedras, 270 pp.
- 2018 - Faraclas, Nicholas, Ronald Severing, Christa Weijer, Elisabeth Echteld, Wim Rutgers & Sally Delgado (eds.), Breaking Down Binaries: Tidal Shifts in the study of the lan-guages, literatures and cultures of the Greater Caribbean and beyond. Proceedings of the ECICC, Curaçao 2017, Volume 2. ISBN 978-99904-4-061-4. Curaçao/Puerto Rico: University of Curaçao, University of Puerto Rico at Río Piedras, 394 pp.
- 2019 - Severing, Ronald, ‘Bert Paasman als bedachtzame raadsman en docent.’ In: Michiel van Kempen, Adrienne Zuiderweg (red.), In Nepveu's dreven. Een vriendenboek bij gelegenheid van de 80ste verjaardag van Bert Paasman 26 februari 2019 met een Voorreede van Paul François Roos. Amsterdam/Putten: Anders Kilian/Uitgeverij In de Knipscheer. ISBN 978-90-6265-761-2, p. 17-21.
- 2019 - Veen, Philie van, Elisabeth Echteld, Wim Rutgers, Ronald Severing (eds.), Fridi Martina in good company. Een meertalige bloemlezing met gedichten liedteksten en monologen van Fridi Martina. ISBN 9789088509209. Curaçao: University of Curaçao/Amsterdam: Carib Publishing.
- 2019 - Faraclas, Nicholas, Ronald Severing, Christa Weijer, Elisabeth Echteld, Wim Rutgers and Sally Delgado (eds.), Creative Contradictions: Unsettling resonances in the study of the languages, literatures and cultures of the Dutch Caribbean and beyond. Proceed-ings of the ECICC, Aruba 2018. Volume 1. ISBN 978-99904-4-063-8. Curaçao/Puerto Rico: University of Curaçao, University of Puerto Rico at Río Piedras; 322 pp.
- 2019 - Faraclas, Nicholas, Ronald Severing, Christa Weijer, Elisabeth Echteld, Wim Rutgers and Sally Delgado (eds.), Positive Interferences: Unsettling resonances in the study of the languages, literatures and cultures of the Greater Caribbean and beyond. Proceedings of the ECICC, Aruba 2018. Volume 2. ISBN 978-99904-4-062-1. Curaçao/Puerto Rico: University of Curaçao, University of Puerto Rico at Río Piedras; 444 pp.

## Prijzen en onderscheidingen
- 1993 - ABC-adviesprijs, voor beste doctoraalscriptie (Poëtica van Frank Martinus Arion) m.b.t. Antillen en Aruba (publicatie en geldprijs); uitreiking in Eerste Kamer, Nederland.
- 2001 - FPI: Innovatieprijs van Innovatiecentrum Curaçao voor R. Severing e.a., Mosaiko 1, Papiamentu pa Enseñansa sekundario, (nominatietrofee).
- 2001 - FPI: Premio Ekselensia di Prensa Uní voor SpèlChèk Papiamentu, W. Peney, S. Joubert, R. Severing (trofee).
- 2003 - FPI: Innovatieprijs van Innovatiecentrum Curaçao voor R. Severing, W. Rutgers, L. Echteld, Kadans, Literaire ontwikkeling en literaire begrippen, (trofee en geldprijs).
- 2003 - FPI: Premio Nashonal di UNESCO-Antia, pa trabou meritorio pa Papiamentu (plakkaat, oorkonde en geldprijs).
- 2004 - FPI: Innovatieprijs van het Innovatiecentrum Curaçao voor R. Severing, R. Severing-Halman, Ruth Zefrin, H. Amador-Sluis, Trampolin, Método di desaroyo na papiamentu, Enseñansa di Fundeshi grupo 1 i 2. Categorieprijs voor hoogste organisatiegraad (trofee en geldprijs).
- 2006 - Koninklijke onderscheiding: Ridder in de Orde van Oranje-Nassau.
- 2006 - FPI: Hoogste prijs van de innovatiecompetitie 2006 van het Innovatiecentrum Curaçao voor de FPI als innovatieve onderneming en in het bijzonder voor het boek, Kadans, Literatuurgeschiedenis, R. Severing, W. Rutgers, L. Echteld (trofee en geldprijs).
- 2008 - FPI: Innovatieprijs van Innovatiecentrum Curaçao voor het FPI taalpakket Papiamentu: Pakete pa Profeshonal met drie items: 1. E. Muller, Algun fenómeno den desaroyo di Papiamentu; 2. T. Antonia, Banko di palabra; 3. W. Peney (Computerclub Curaçao), S. Joubert (Traducciones Joubert) en R. Severing (FPI), SpèlChèk Papiamentu voor MS Office (trofee).
- 2011 - Tapushi di oro voor het bevorderen van het Papiamentu door o.a. steun aan de organisatie Arte di palabra.